# Премия Президента Республики Татарстан за вклад в развитие институтов гражданского общества в Республике Татарстан
Премия президента Республики Татарстан за вклад в развитие институтов гражданского общества в Республике Татарстан (тат. Татарстан Республикасында граждан җәмгыяте институтларын үстерүгә өлеш керткән өчен Татарстан Республикасы Президенты премиясе) — премия, учреждённая в 2015 году.

## История
Мысль об учреждении подобной награды была озвучена на I Республиканском форуме социально ориентированных некоммерческих организаций в 2011 году, где отмечалась недостаточная информированность татарстанцев о развитии некоммерческого сектора в республике и институтов гражданского общества в целом. В 2013 году президент Республики Татарстан Р. Н. Минниханов на пленарном заседании II форума НКО сообщил о том, что им было принято решение учредить пять ежегодных президентских премий «За вклад в развитие институтов гражданского общества». Соответствующий указ был подписан президентом 3 июля 2015 года с единовременным учреждением положения о премии и соответствующего комитета по её присуждению. Данная премия стала первой на региональном уровне наградой за вклад в развитие гражданского общества. придав стимул дальнейшему сотрудничеству таких организаций с государством. Первое заседание комитета состоялось 10 июля того же года, где было объявлено о старте конкурса на соискание премии, а также обсуждены вопросы разработки знака и диплома лауреата. Внешний вид диплома и почётного знака премии были утверждены 14 августа того же года постановлением кабинета министров Республики Татарстан. Первые премии были вручены 19 августа — лауреатами стали два общественных деятеля и три организации. На очередном форуме НКО в 2017 году Минниханов объявил об увеличении количества вручаемых премий с пяти до восьми, что в следующем году было закреплено соответствующим указом.

## Статут
Премия Президента Республики Татарстан за вклад в развитие институтов гражданского общества в Республике Татарстан присуждается гражданам Российской Федерации и социально ориентированным некоммерческим организациям — «за деятельность и проекты, получившие общественное признание, внесшие значительный вклад в развитие некоммерческого сектора социально ориентированной направленности», «за научные исследования в области гражданского общества, отличающиеся высоким уровнем профессионального мастерства, обладающие новизной и оригинальностью», «за значительный многолетний личный вклад в развитие институтов гражданского общества в Республике Татарстан». Награждение производится президентским указом, ежегодно вручаются восемь премий: три — гражданам или группам граждан по 250 тысяч рублей каждая, пять — организациям по 400 тысяч рублей каждая. Лауреату премии вручаются диплом и почётный знак, а также выплачивается денежное вознаграждение. В группе граждан диплом и знак вручаются каждому лауреату, а вознаграждение делится между ними поровну. Награждение премией проводится в день принятия закона «Об Общественной палате Республики Татарстан». Диплом и почётный знак вручаются президентом или уполномоченным лицом в торжественной обстановке.

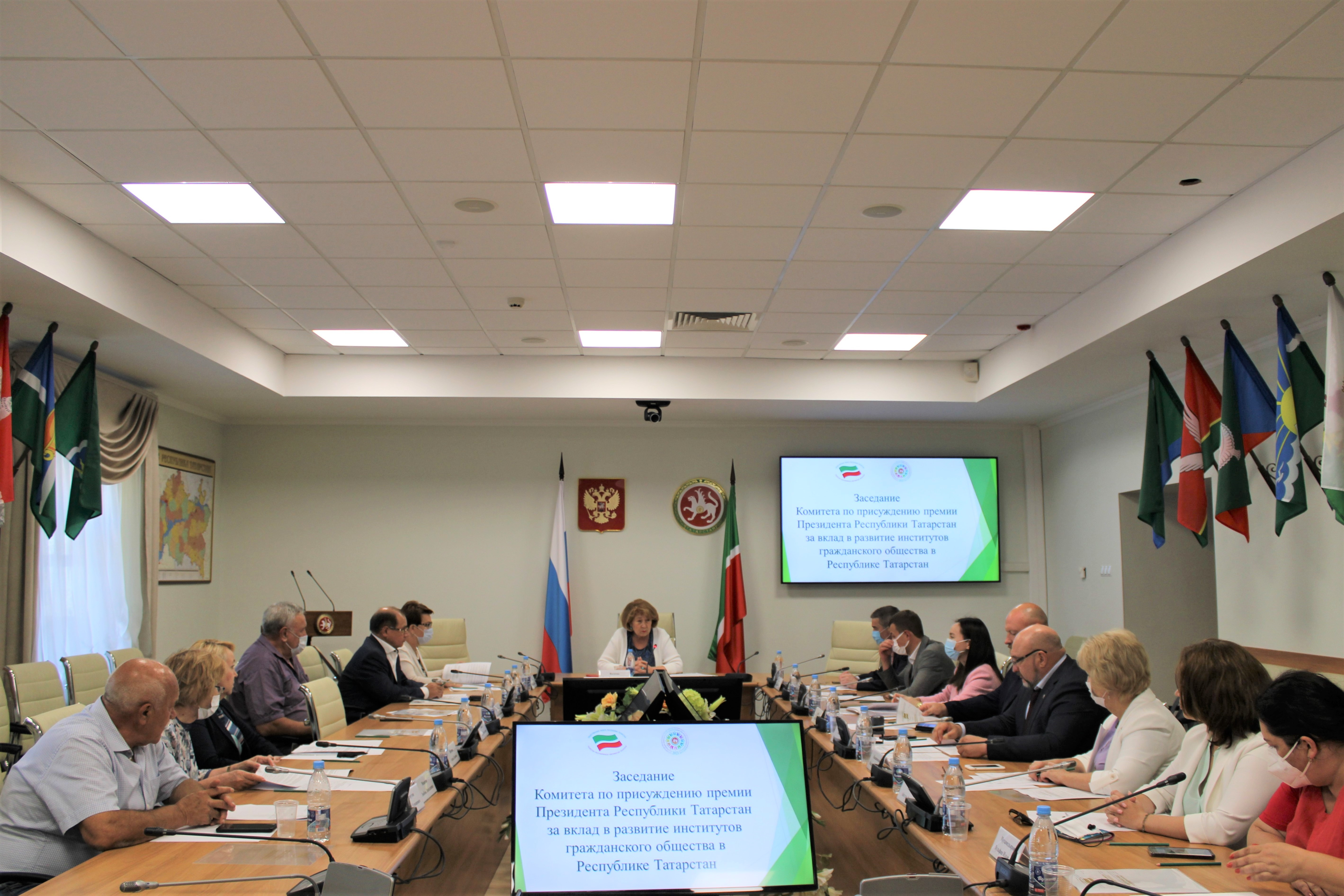
Заседание комитета по присуждению премий, 2021 год

Согласно официальным заявлениям, любая некоммерческая организация может выдвинуть соискателей на премию, несмотря на время деятельности НКО и её направленность, тогда как критики указывали, что награждать будут лишь лояльных власти людей, однако такие предположения о политической подоплёке были отметены в комитете по премии. Кандидатов на соискание премии выдвигают некоммерческие организации, зарегистрированные на территории Республики Татарстан, общественные советы при местных исполнительных органах государственной власти, общественные советы в муниципальных образованиях Татарстана. В составе группы число соискателей не должно превышать пяти человек. Повторное или посмертное награждение премией не производится. В случае отсутствия достойных соискателей премия не присуждается или присуждается меньшим числом. Кандидатуры рассматриваются соответствующим комитетом по премии на основании представленных документов и материалов, затем предложение о награждении вносится президенту для принятия решения о награждении. В состав комитета включаются представители Общественной палаты Республики Татарстан, общественных советов, некоммерческих организаций, других организаций и государственных органов.

## Почётный знак и диплом лауреата премии

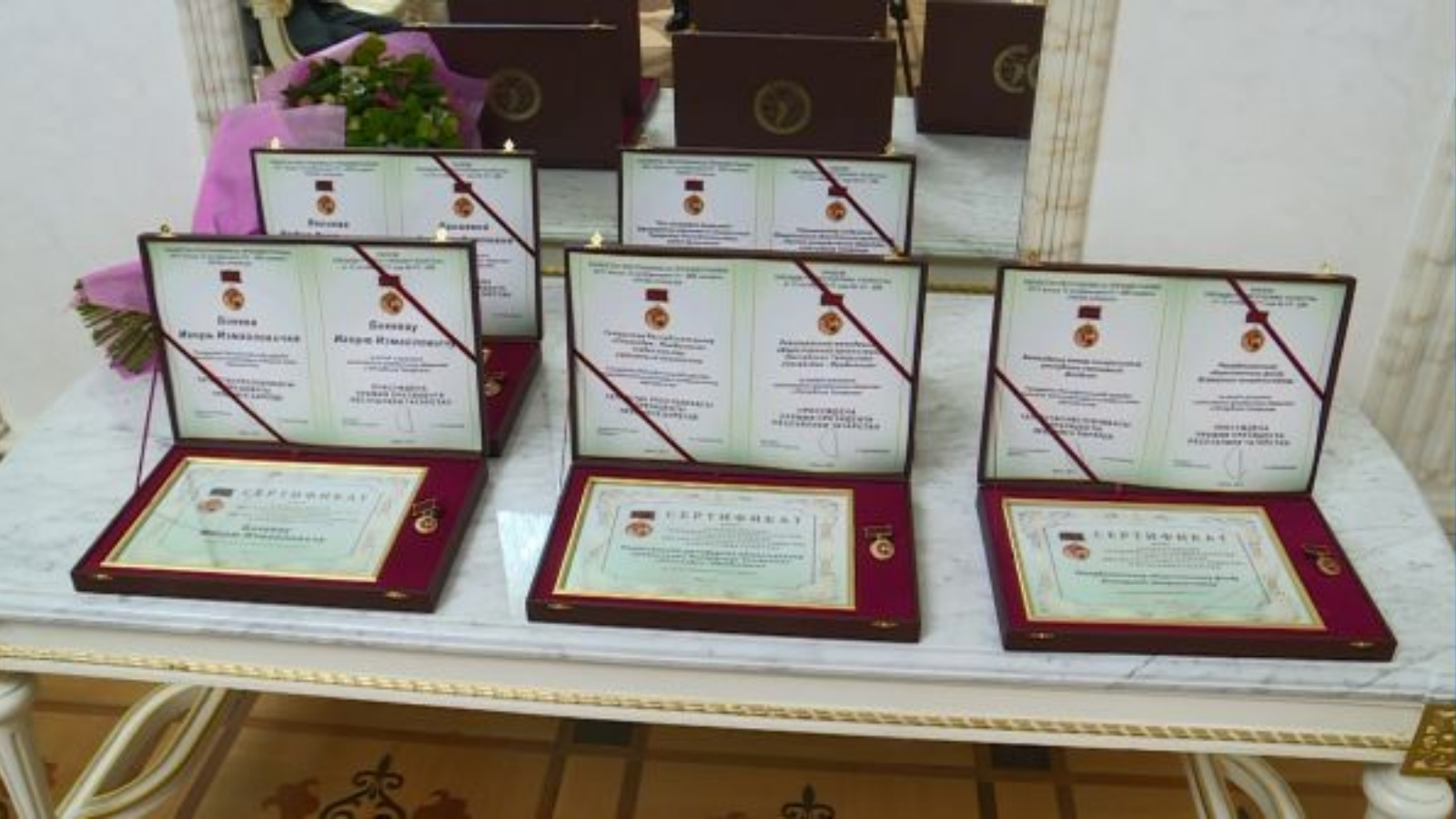
Почётные знаки и дипломы

Почётный знак лауреата премии Президента Республики Татарстан за вклад в развитие институтов гражданского общества представляет собой позолоченную медаль в форме правильного круга из серебра 950 пробы диаметром 25 миллиметров. На аверсе помещён государственный герб Республики Татарстан с эмалевым покрытием и рельефным изображением лавровой ветви. На реверсе помещена надпись «За вклад в развитие институтов гражданского общества», под которой выбит номер знака. Края медали окаймлены буртиком. При помощи ушка и кольца медаль соединена с прямоугольной колодкой высотой 15,02 мм и шириной 27 мм, которая обтянута шёлковой муаровой лентой пурпурного цвета шириной 25 мм. К премии также прилагается диплом на русском и татарском языках с рисунком почётного знака лауреата.

## Лауреаты премии
| Год  | № | Лауреат | П             |
| ---- | - | --- | ------------- |
| 2015 | 1 | Ильгиз Хайруллин | [ 15 ] [ 16 ] |
| 2015 | 2 | Владимир Вавилов | [ 15 ] [ 16 ] |
| 2015 | 3 | Региональная общественная молодёжная организация «Объединение „Отечество“» Республики Татарстан | [ 15 ] [ 16 ] |
| 2015 | 4 | Региональная общественная организация «Ассамблея представителей народов, проживающих на территории Республики Татарстан»                                                                                     | [ 15 ] [ 16 ] |
| 2015 | 5 | Региональное отделение Общероссийской общественной организации «Союз пенсионеров России» по Республике Татарстан                                                                                             | [ 15 ] [ 16 ] |
| 2016 | 1 | Татьяна Забегина | [ 17 ] [ 18 ] |
| 2016 | 2 | Джавдет Сулейманов | [ 17 ] [ 18 ] |
| 2016 | 3 | Автономная благотворительная некоммерческая организация «Новый век» | [ 17 ] [ 18 ] |
| 2016 | 4 | Молодёжная общественная организация Республики Татарстан «Центр развития добровольчества „Волонтёр“» | [ 17 ] [ 18 ] |
| 2016 | 5 | Общественная благотворительная организация Героев Советского Союза, Героев Социалистического Труда, Героев России и полных кавалеров орденов Боевой и Трудовой Славы Республики Татарстан «Герои Татарстана» | [ 17 ] [ 18 ] |
| 2017 | 1 | Игорь Бикеев | [ 19 ] [ 20 ] |
| 2017 | 2 | Альфия Валиева | [ 19 ] [ 20 ] |
| 2017 | 3 | Региональная молодёжная общественная организация Республики Татарстан «Созвездие-Йолдызлык» | [ 19 ] [ 20 ] |
| 2017 | 4 | Региональное отделение Всероссийской общественной организации «Русское географическое общество» в Республике Татарстан                                                                                       | [ 19 ] [ 20 ] |
| 2017 | 5 | Республиканский общественный фонд Всемирного конгресса татар | [ 19 ] [ 20 ] |
| 2018 | 1 | Рифат Ганибаев | [ 21 ] [ 22 ] |
| 2018 | 2 | Ольга Тимуца | [ 21 ] [ 22 ] |
| 2018 | 3 | Тимур Халиков | [ 21 ] [ 22 ] |
| 2018 | 4 | Местная общественная организация «Женщины города Нижнекамска и Нижнекамского муниципального района» | [ 21 ] [ 22 ] |
| 2018 | 5 | Национальный исламский благотворительный фонд «Ярдэм» | [ 21 ] [ 22 ] |
| 2018 | 6 | Региональная общественная организация «Чувашская национально-культурная автономия в Республике Татарстан» | [ 21 ] [ 22 ] |
| 2018 | 7 | Региональная молодёжная общественная организация «Центр развития добровольчества Республики Татарстан» | [ 21 ] [ 22 ] |
| 2018 | 8 | Региональная общественная организация ветеранов (пенсионеров) Республики Татарстан | [ 21 ] [ 22 ] |
| 2019 | 1 | Гульзада Руденко | [ 23 ] [ 24 ] |
| 2019 | 2 | Анатолий Фомин | [ 23 ] [ 24 ] |
| 2019 | 3 | Маринэ Хухунашвили | [ 23 ] [ 24 ] |
| 2019 | 4 | Автономная некоммерческая организация «Центр социальной реабилитации и адаптации» | [ 23 ] [ 24 ] |
| 2019 | 5 | Благотворительный фонд «Дети ДЦП» | [ 23 ] [ 24 ] |
| 2019 | 6 | Региональная общественная организация «Национально-культурная автономия удмуртов Республики Татарстан» | [ 23 ] [ 24 ] |
| 2019 | 7 | Региональная общественная организация Республики Татарстан «Под крылом семьи» | [ 23 ] [ 24 ] |
| 2019 | 8 | Региональная общественная организация приемных семей Республики Татарстан «Мы вместе» | [ 23 ] [ 24 ] |
| 2020 | 1 | Илдар Баязитов | [ 25 ]        |
| 2020 | 2 | Марат Ильясов | [ 25 ]        |
| 2020 | 3 | Ахат Юлашев | [ 25 ]        |
| 2020 | 4 | Общественная организация «Федеральная национально-культурная автономия татар» | [ 25 ]        |
| 2020 | 5 | Региональная общественная организация «Русское национально-культурное объединение Республики Татарстан» | [ 25 ]        |
| 2020 | 6 | Местная общественная организация ветеранов (пенсионеров) Альметьевского муниципального района | [ 25 ]        |
| 2020 | 7 | Автономная некоммерческая организация дополнительного профессионального образования «Центр лечебной педагогики „Чудо-дети“»                                                                                  | [ 25 ]        |
| 2020 | 8 | Благотворительный фонд «НеЗаМи» помощи детям и инвалидам | [ 25 ]        |
| 2021 | 1 | Азат Гайнутдинов | [ 26 ]        |
| 2021 | 2 | Александр Коноплёв | [ 26 ]        |
| 2021 | 2 | Илья Прокофьев | [ 26 ]        |
| 2021 | 2 | Рафик Салахиев | [ 26 ]        |
| 2021 | 3 | Любовь Мишина | [ 26 ]        |
| 2021 | 4 | Благотворительный фонд помощи детям с ограниченными возможностями здоровья «Сила в детях» | [ 26 ]        |
| 2021 | 5 | Региональная молодёжная общественная организация «Молодёжная Ассамблея народов Татарстана при Ассамблее представителей народов, проживающих на территории Республики Татарстан»                              | [ 26 ]        |
| 2021 | 6 | Региональная общественная организация инвалидов «Закал» по Республике Татарстан | [ 26 ]        |
| 2021 | 7 | Автономная некоммерческая организация «Поволжская семейная академия „Умай“» | [ 26 ]        |
| 2021 | 8 | Татарстанский республиканский молодёжный общественный фонд «Сэлэт» | [ 26 ]        |
| 2022 | 1 | Асия Тимирясова | [ 27 ]        |
| 2022 | 2 | Дмитрий Туманов | [ 27 ]        |
| 2022 | 3 | Руслан Шекуров | [ 27 ]        |
| 2022 | 4 | Татарстанское региональное отделение молодёжной общероссийской общественной организации «Российские студенческие отряды»                                                                                     | [ 27 ]        |
| 2022 | 5 | Местная общественная организация ветеранов боевых действий в Афганистане и на Северном Кавказе Алексеевского муниципального района Республики Татарстан                                                      | [ 27 ]        |
| 2022 | 6 | Региональная общественная организация «Совет детских организаций Республики Татарстан» | [ 27 ]        |
| 2022 | 7 | Благотворительный фонд «Альпари» | [ 27 ]        |
| 2022 | 8 | Региональная общественная организация помощи инвалидам «Жемчужина Татарстана» | [ 27 ]        |
| 2023 | 1 | Мунир Гафиятуллин | [ 28 ]        |
| 2023 | 2 | Надежда Ермолаева | [ 28 ]        |
| 2023 | 3 | Тансылу Хуснуллина | [ 28 ]        |
| 2023 | 4 | Автономная некоммерческая организация «Региональный центр содействия и развития физической культуры, спорта и патриотического воспитания детей и молодежи „Сыны Отечества“»                                  | [ 28 ]        |
| 2023 | 5 | Автономная некоммерческая организация «Рубаха» для людей с ограниченными возможностями здоровья | [ 28 ]        |
| 2023 | 6 | Местная общественная организация «Национально-культурная автономия марийцев города Казани» | [ 28 ]        |
| 2023 | 7 | Региональная благотворительная общественная организация «Мамы Казани» Республики Татарстан | [ 28 ]        |
| 2023 | 8 | Республиканская общественная организация ветеранов (инвалидов) «Союз ветеранов Республики Татарстан» Общероссийской общественной организации ветеранов «Российский союз ветеранов»                           | [ 28 ]        |